# ان‌جی‌سی ۵۰
ان‌جی‌سی ۵۰ (به انگلیسی: NGC 50) یک کهکشان عدسی با قدر ظاهری ۱۲ است که در صورت فلکی نهنگ قرار دارد.